# Vladimir Ponomarov
Vladimir Alekseyevich Ponomaryov (Moscou, 18 de fevereiro de 1940) é um ex-futebolista soviético que atuava como defensor.

## Carreira
Vladimir Ponomarov fez parte do elenco da Seleção Soviética na Copa do Mundo de 1966. 

## Ligações Externas
- Perfil (em inglês)